# Chris Pratt
Christopher Michael Pratt (Virginia, 21 de junho de 1979) é um ator norte-americano. Revelado interpretando Andy Dwyer na série Parks & Recreation, é mais conhecido por interpretar Peter Quill na franquia Guardians of the Galaxy, do UCM, Owen Grady no filme Jurassic World e por dublar o personagem Mario em Super Mario Bros. O Filme.
Em 2015 foi considerado uma das 100 pessoas mais influentes do mundo pela revista Time.

## Primeiros anos
Chris Pratt nasceu em Virginia no Estado do Minnesota, filho de Kathleen Louise, uma funcionária de um supermercado, e de Daniel Clifton, um mineiro que mais tarde passou a renovar casas. O seu pai faleceu em 2014 de esclerose múltipla. Criado em Lake Stevens, em Washington, Pratt, que fala alemão fluentemente desde a sua escolaridade, praticou luta livre no liceu e chegou a ficar em quinto lugar num torneio onde participaram alunos de todo o Estado do Minnesota.
Depois de desistir da universidade ao fim de meio semestre, mudou-se para Maui, no Havaí. Onde chegou a ficar sem casa, vivendo numa carrinha e em uma tenda, na praia.
Chris estava trabalhando como garçom, no restaurante Bubba Gump Shrimp Company, quando foi descoberto pela atriz e diretora Rae Dawn Chong que, impressionada com seu senso de humor, o escalou para o curta de terror e comédia, Cursed Part 3.

## Carreira
Dois anos depois da estreia de Cursed Part 3, Chris conseguiu o seu primeiro trabalho regular como ator na série Everwood, onde esteve no papel de Bright Abbot, nas suas quatro temporadas, entre 2002 e 2006.
Em 2006, juntou-se ao elenco de The O.C. na sua quarta temporada, interpretando Ché, um ativista. No ano seguinte, teve uma aparição no filme de ação O Procurado, no papel do melhor amigo de James McAvoy.
Em 2009, estreou na série Parks and Recreation, onde Chris interpretou o papel de Andy Dwyer. Originalmente, o seu personagem seria temporário, mas os produtores gostaram tanto, da forma como Chris interpretava bem um palhaço, que o convidaram para se juntar ao elenco principal e tornaram o seu personagem mais simpático, a partir da segunda temporada.

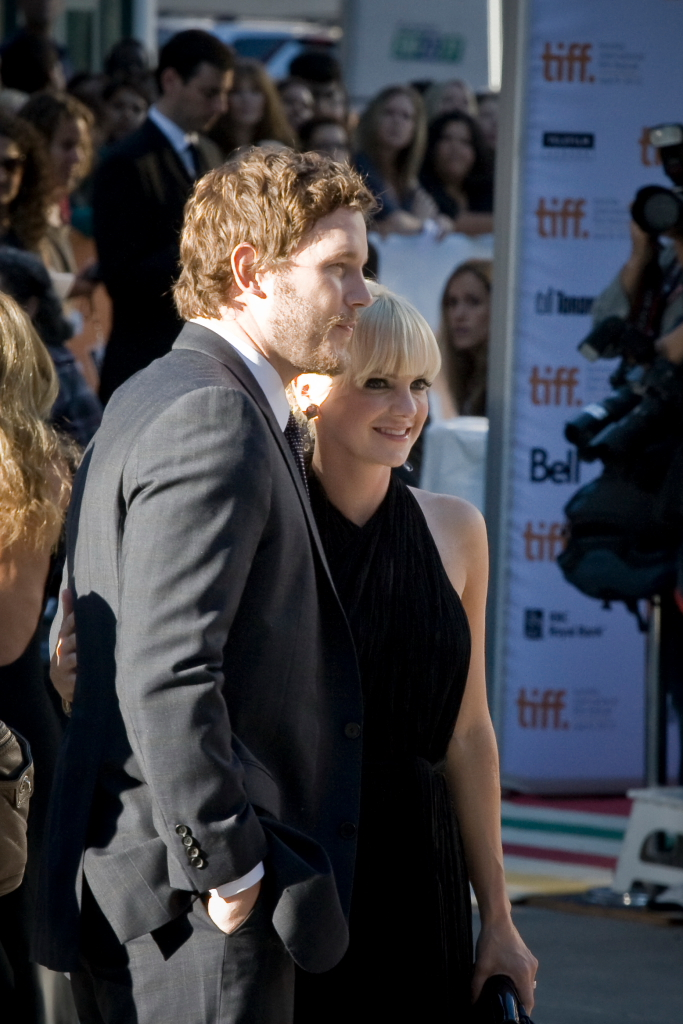
Chris Pratt com a ex-mulher, Anna Faris.

Nos anos que se seguiram à estreia de Parks and Recreation, Chris ficou conhecido ao participar de filmes, como Noivas em Guerra (2009), Uma Noite Mais que Louca (2011), Cinco Anos de Noivado (2012) e De Repente Pai (2013). Sua carreira começou a ganhar novos contornos, quando interpretou o papel secundário de Justin, um dos membros da equipa SEAL que matou Osama Bin Laden no drama A Hora Mais Escura. O filme foi bem recebido pela crítica e nomeado para o Óscar de Melhor Filme, em 2013. Chris voltou a participar de um filme nomeado para o Óscar de Melhor Filme, no ano seguinte, desta vez Ela de Spike Jonze, onde interpretou o papel de Paul.
Em fevereiro de 2013, Pratt conseguiu o papel principal de Peter Quill / Star-Lord em Guardiões da Galáxia.  Nos meses seguintes, Chris completou um programa de treino intensivo que o levou a perder 27 quilos de gordura em preparação para este papel. Guardiões da Galáxia recebeu críticas bastante positivas e foi um dos maiores sucessos de bilheteira do ano.
Em novembro de 2013, Pratt foi escolhido para o papel de protagonista do filme Jurassic World: O Mundo dos Dinossauros, que estreou no verão de 2015 e foi um dos filmes mais lucrativos desse ano. No filme interpreta Owen Grady, um treinador de velociraptores, papel que retomou numa continuação, que estreou em 2018.
Em 2014, Chris fez a dublagem do personagem principal, do filme de animação Uma Aventura LEGO, outro grande sucesso de bilheteira.
Em 2016, Chris participou do remake do filme de faroeste Sete Homens e Um Destino, onde interpreta o papel de Josh Faraday. Ainda em 2016, protagonizou o filme de ficção científica Passageiros, com Jennifer Lawrence. O filme segue a história de dois passageiros de uma nave numa viagem de 120 anos que, devido a um problema nas câmaras de sono, acordam 90 anos mais cedo do que o previsto.
Em 2017, participou de Guardiões da Galáxia Vol. 2, onde retomou o papel de Peter Quill e ainda em Vingadores: Guerra Infinita, que estreou em abril de 2018.

## Vida pessoal

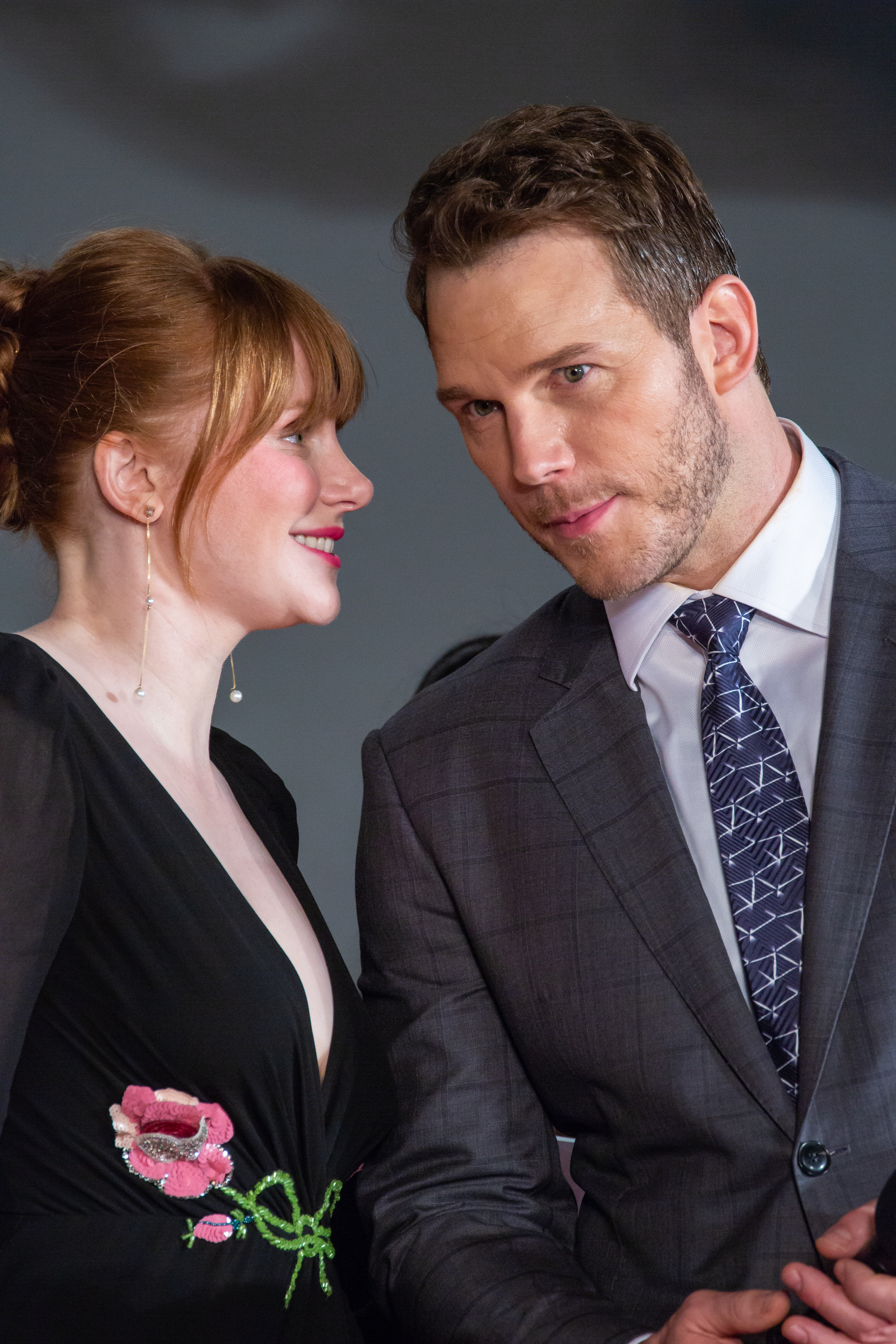
Jurassic World: Fallen Kingdom Japão estreia no tapete vermelho com Chris Pratt Bryce Dallas Howard

Namorou Emily VanCamp, atriz que interpretou a irmã de seu personagem em Everwood. Casou-se com a atriz Anna Faris em 9 de julho de 2009. Em 9 de maio de 2012, ele e Faris anunciaram que estavam esperando seu primeiro filho. Em 25 de agosto de 2012, nasceu o primeiro filho do casal, Jack. Em 6 de agosto de 2017, o casal anuncia a separação. Em julho de 2018 foi confirmado que Chris estava em relacionamento com Katherine Schwarzenegger. Eles se casaram em 8 de junho de 2019, em uma cerimônia na Califórnia.
Em 10 de agosto de 2020, Chris e Katherine anunciaram que a primeira filha do casal havia nascido, Lyla Maria Schwarzenegger Pratt.
Pratt se descreve como "bem religioso", tendo sido criado como Luterano e mais tarde trabalhou com o grupo Jews for Jesus, posteriormente se tornando um cristão sem denominação. É torcedor do Seattle Seahawks, da NFL.
O posicionamento político de Chris Pratt é controverso. Ele já manifestou vários pontos de vista considerados conservadores e foi acusado de "apoiar" igrejas cristãs com forte viés antiLGBT, como a Hillsong Church de Los Angeles (Pratt negou isso). Em 2020, muitos afirmaram que ele endossaria Donald Trump na eleição presidencial americana, porém ele não o fez. O ator pessoalmente nunca citou suas afinidades políticas e sempre absteve-se de opinar, verbalmente, sobre qual lado está no espectro político. Certa vez, contudo, ele afirmou que não se sentia representado por qualquer lado, politicamente falando, dizendo que sempre queria o meio termo (insinuando ser centrista). Foi reportado que, em 2012, Pratt teria doado pelo menos US$ 1 000 dólares para a campanha presidencial de Barack Obama (um Democrata). Sua segunda esposa, Katherine Schwarzenegger, filha do republicano Arnold Schwarzenegger, declarou apoio a Joe Biden na eleição de 2020. Embora não tenha declarado pessoalmente apoio a qualquer candidato naquele ano, ele se recusou a se juntar a outros atores dos filmes dos Avengers que fariam um evento para angariar fundos para os Democratas contra o presidente Trump.

## No Brasil
Em abril de 2018, Chris Pratt veio pela primeira vez ao Brasil, para divulgar o filme Vingadores: Guerra Infinita e participou de um evento de fãs no Ibirapuera.

## Filmografia

### Filmes
| Ano  | Título                            | Papel                             | Notas                     |
| ---- | --------------------------------- | --------------------------------- | ------------------------- |
| 2000 | Cursed Part 3                     | Devon                             | Curta-metragem            |
| 2003 | The Extreme Team                  | Keenan                            | segmento: The X-Team      |
| 2005 | Strangers with Candy              | Brason                            |                           |
| 2007 | Walk the Talk                     | Cam                               |                           |
| 2008 | Wieners                           | Bobby                             |                           |
| 2008 | Wanted                            | Barry                             |                           |
| 2009 | Bride Wars                        | Fletcher Flemson                  |                           |
| 2009 | Deep in the Valley                | Lester Watts                      |                           |
| 2009 | Jennifer's Body                   | Roman Duda                        |                           |
| 2009 | The Multi-Hyphenate               | Chris                             | Curta-metragem            |
| 2011 | Take Me Home Tonight              | Kyle Masterson                    |                           |
| 2011 | Moneyball                         | Scott Hatteberg                   |                           |
| 2011 | What's Your Number?               | Disgusting Donald                 |                           |
| 2011 | Ten Years                         | Cully                             |                           |
| 2012 | The Five-Year Engagement          | Alex Eilhauer                     |                           |
| 2012 | Zero Dark Thirty                  | Justin                            |                           |
| 2013 | Movie 43                          | Jason                             | segmento: The Proposition |
| 2013 | Mr. Payback                       | Darren                            | Curta-metragem            |
| 2013 | Delivery Man                      | Brett                             |                           |
| 2013 | Her                               | Paul                              |                           |
| 2014 | The Lego Movie                    | Emmet                             | Voz                       |
| 2014 | Guardians of the Galaxy           | Peter Quill / Senhor das Estrelas |                           |
| 2015 | Jurassic World                    | Owen Grady                        |                           |
| 2015 | Jem and the Holograms             | Ele mesmo                         | Participação              |
| 2016 | The Magnificent Seven             | Josh Faraday                      |                           |
| 2016 | Passengers                        | Jim Preston                       |                           |
| 2017 | Guardians of the Galaxy Vol. 2    | Peter Quill / Senhor das Estrelas |                           |
| 2018 | Avengers: Infinity War            | Peter Quill / Senhor das Estrelas |                           |
| 2018 | Jurassic World: Fallen Kingdom    | Owen Grady                        |                           |
| 2018 | The Kid                           | Grant Cutler                      |                           |
| 2019 | Avengers: Endgame                 | Peter Quill / Senhor das Estrelas |                           |
| 2019 | The Lego Movie 2: The Second Part | Emmet / Rex                       | Voz                       |
| 2020 | Onward                            | Barley Lightfoot                  | Voz                       |
| 2021 | The Tomorrow War                  | Dan Forester                      |                           |
| 2022 | Jurassic World: Dominion          | Owen Grady                        |                           |
| 2022 | Thor: Love And Thunder            | Peter Quill / Senhor das Estrelas |                           |
| 2023 | The Super Mario Bros. Movie       | Mario                             | Voz                       |
| 2023 | Guardians of the Galaxy Vol. 3    | Peter Quill / Senhor das Estrelas |                           |
| 2024 | Garfield                          | Garfield                          | Voz                       |

### Televisão
| Ano       | Título                 | Papel                 | Notas                                    |
| --------- | ---------------------- | --------------------- | ---------------------------------------- |
| 2001      | The Huntress           | Nick Owens            | Episódio: "Who Are You?"                 |
| 2002-2006 | Everwood               | Bright Abbott         | 89 episódios                             |
| 2005      | Path of Destruction    | Nathan McCain         | Telefilme                                |
| 2006-2007 | The O.C.               | Winchester Cook (Ché) | 9 episódios                              |
| 2008      | The Batman             | Jake (voz)            | Episódio: "Attack of the Terrible Trio"  |
| 2009-2015 | Parks and Recreation   | Andy Dwyer            | 117 episódios                            |
| 2010-2011 | Ben 10: Ultimate Alien | Cooper Daniels (voz)  | 2 episódios                              |
| 2012      | Top Chef               | Ele mesmo             | Episódio: "Even the Famous Come Home"    |
| 2013      | Timms Valley           | Donovan Timms (voz)   | Especial                                 |
| 2017      | Mom                    | Nick Banaszak         | Episódio: "Good Karma and the Big Weird" |

### Vídeo Games
| Ano  | Título                                    | Papel                         | Notas   |
| ---- | ----------------------------------------- | ----------------------------- | ------- |
| 2010 | Ben 10 Ultimate Alien: Cosmic Destruction | Cooper Daniels                |         |
| 2012 | Kinect Star Wars                          | Obi-Wan Kenobi                |         |
| 2014 | The Lego Movie Videogame                  | Emmet Brickowski              | Arquivo |
| 2015 | Lego Jurassic World                       | Owen Grady                    |         |
| 2015 | Lego Dimensions                           | Emmet Brickowski / Owen Grady |         |